# Sergej Mihajlovič Prokudin-Gorski
Sergej Mihajlovič Prokudin-Gorski (ruski Сергей Михайлович Прокудин-Горский), (Murom, Rusija 30. kolovoza 1863. – Pariz, 27. rujna 1944.), ruski pionir fotografije u boji, kemičar, izumitelj, član Carskog ruskog zemljopisnog i Carskog ruskog tehničkog društva (CRTD).

## Životopis
Prokudin-Gorski rodio se u Muromu, Vladimirska oblast, provodeći djetinjstvo na obiteljskom imanju Funikova Gora. Uskoro se s obitelji preselio u Sankt Peterburg gdje je studirao kemiju na Tehnološkom institutu slušajući Mendeljejeva predavanja. Istovremeno je studirao glazbu i slikarstvo na Carskoj umjetničkoj akademiji (rus. Императорская Академия художеств) Studij kemije nastavio je u Parizu i Berlinu na Tehničkom sveučilištu (njem. Technische Universität Berlin) na kojem je zajedno s Adolfom Mietheom radio na razradi perspektivnih metoda fotografije u boji.
Vrativši se u Rusiju sredinom 1890-ih godina 19. stoljeća, oženio se Anom Aleksandrovna Lavrovom (1870. – 1937.) - kćerkom poznatog ruskog tvorničara Aleksandra Stepanovića Lavrova. Sam Prokudin-Gorski postao je direktor u jednom poduzeću svoga tasta. Godine 1898. postao je član fotografskog odjela Carskog ruskog tehničkog društva. Već je u to vrijeme on najveći ruski autoritet na području fotografije, i njemu je povjerena organizacija tečajeva praktične fotografije pri CRTD-u.
Dana 2. kolovoza 1901. godine u Sankt Peterburgu otvara "Fotocinkografičku i fototehničku radionicu" S. M. Prokudin-Gorskog, koja je imala laboratorij i redakciju časopisa "Fotograf-amater".
U razdoblju od 1909. godine do 1918. godine, kada odlazi u emigraciju, Prokudin-Gorski obilazi mnoge dijelove Rusije i fotografira. Poslije Oktobarske revolucije, izbjegao je preko Norveške i Engleske u Francusku, gdje i umire 1944. godine.

## Fotografije
Dana 13. prosinca 1902. Prokudin-Gorski je objavio tehniku izrade dijapozitiva u boji metodom trobojne fotografije, a 1905. godine patentirao je svoj senzibilizator koji je bio daleko superiorniji od sličnih strane proizvodnje. Procedura se sastojala od izrade brzog niza monokromatskih slika, od kojih je svaka prošla kroz filtar u drukčijoj boji (crvena, zelena, plava). Projiciranjem sve tri monokromatske slike dobivala se vjerna reprodukcija na projekcijskom platnu.
Prokudin-Gorski imao je poseban vagon opremljen kao tamna komora i posebne dopusnice od cara Nikole II. kojima je imao pristup svim dijelovima Carstva i podršku državnih organa. Svojom fotografskom tehnikom načinio je preko dvije tisuće fotografija, koje su zadivljujuće svjedočanstvo o životu Ruskog Carstva od 1909. do 1915. godine.
Fotografije su njegovi nasljednici 1948. godine prodali američkoj Kongresnoj knjižnici. Svi su negativi skenirani i kolorirani posebnom tehnikom, te je 2001. godine Kongresna knjižnica organizirala izložbu fotografija Prokudin-Gorskog pod nazivom "Carstvo koje je bilo Rusija" (The Empire that was Russia).
Reprodukcije fotografija danas su dostupne na internetu.

## Galerija fotografija
- Nilo-Stolobjenski manastir na jezeru Seliger, 1910. god.
- Alim Kan (1880. - 1944.), buharski emir
- Sergejev autoportret
- Mlade ruske seljakinje
- sibirske vjetrenjače
- grčke žene i djeca beru čaj u Gruziji
- austro-ugarski ratni zarobljenici u Rusiji, 1915.
- rešetkasti most od Lavra Proskurjakova na rijeci Kami

## Vanjske poveznice
|  | Zajednički poslužitelj ima stranicu o temi Sergej Mihajlovič Prokudin-Gorski    |
|  | Zajednički poslužitelj ima još gradiva o temi Sergej Mihajlovič Prokudin-Gorski |